# Кембрійський період
| Кембрійський період                                           |                                                            |
| Хронологія                                                    | 538,8–485.4 млн років тому                                 |
| Середня концентрація кисню (O2) впродовж періоду              | бл. 12.5 % (63 % від сучасного рівня)                      |
| Середня концентрація вуглекислого газу (CO2) впродовж періоду | бл. 4500 ppm (у 16 разів більше доіндустріального періоду) |
| Середня температура поверхні впродовж періоду                 | бл. 21 °C (на 7 °C вище сучасного рівня)                   |
| Рівень моря (вище або нижче сучасного рівня, в метрах)        | Стабільно зростав з +30 м до +90 м                         |

Кембрійський період, кембрій (англ. Cambrian System, нім. Kambrium n) — перший період палеозойської ери фанерозойського еону, в стратиграфічній шкалі іде за едіакарієм (вендом) і передує ордовицькому періоду. Віковий інтервал — 538,8±0,2 млн років тому, закінчився 485,4±1,9 млн років тому, загалом тривавши 53–54 млн років.
Відклади кембрійського періоду є на всіх континентах, в тому числі й в Україні (Волинь, Рівненщина, Житомирщина та Київщина), найбільші відклади були знайдені на території Росії (Уральські гори), Китаю (Тяньшань), Канади (Канадські скелясті гори) та Намібії (Великий Уступ) та прилеглі до них території.
Названий на честь Кембрійського хребта де аналогічно жили невеликі племена Кембріїв або ж Камбріїв (народу який описали давньогрецькі мореплавці)[джерело?].

## Тектоніка
У кембрії переважали процеси утворення западин та жолобів ніж суші та гір, які викликали інтенсивне осадонакопичення в геосинклінальних поясах (Атлантичний, Урало-Монгольський і інш.), і на давніх платформах. Потроху утворюється суперконтинент Гондвана. Лахланський орогенез (540—440 млн років тому); закінчується Петерманський орогенез (550–535 млн років тому); активність Деламерійського орогенезу, Аделаїдського рифтового комплексу (514–500 млн років тому) в Австралії. Досить часті короткочасні льодовикові періоди.

## Корисні копалини
Серед відкладів переважають карбонатні (вапняки і доломіт). У відкладах верхнього кембрію встановлені лагунні червоноколірні відклади. На корисні копалини кембрійські відклади відносно бідні в порівнянні з іншими системами. В кембрії сформувалися перші великі промислові родовища фосфоритів (Казахстан, Китай, Монголія). Відомі родовища нафти (Іркутський амфітеатр, балтійський регіон, Хассі-Месауд в Алжирі). Промислове значення мають родовища кам'яної солі на Сибірській платформі, в США, Пакистані, Індії. Відомі родовища колчеданно-поліметалічних руд (Сибір), свинцю — в Північній Африці, марганцю — в Кузнецькому Алатау, бокситів (Східний Сибір).

Більшість ярусів були вивчені у Російській імперії та Китаї (в той час в імперій не було класифікації на яруси, тому більшість називаються — Ярус 1, Ярус 2, Ярус 3. В сучасній Росії їх називають за географією місця (річка Амга, річка Аксай, гори Батирбай) так само як в Китаї. В Україні як і більшості використовується Інтернаціональна таблиця назв.
| Система/ Період                                                                    | Відділ/ Епоха     | Ярус/ Вік          | Вік (млн років) | Вік (млн років) |
| ---------------------------------------------------------------------------------- | ----------------- | ------------------ | --------------- | --------------- |
| Ордовик, O                                                                         | Ранній/Нижній, O1 | Тремадоцький       | молодше         | молодше         |
| Кембрій, C                                                                         | Фуронгій, C4      | Ярус 10            | 485,4±1,9       | ~489,5          |
| Кембрій, C                                                                         | Фуронгій, C4      | Цзяншанський, C4j  | ~489,5          | ~494            |
| Кембрій, C                                                                         | Фуронгій, C4      | Паїбіанський, C4p  | ~494            | ~497            |
| Кембрій, C                                                                         | Мяолінгіан, C3    | Гужанський, C3g    | ~497            | ~500,5          |
| Кембрій, C                                                                         | Мяолінгіан, C3    | Друмійський, C3d   | ~500,5          | ~504,5          |
| Кембрій, C                                                                         | Мяолінгіан, C3    | Вулліанський, C3w  | ~504,5          | ~509            |
| Кембрій, C                                                                         | Епоха 2, C2       | Ярус 4             | ~509            | ~514            |
| Кембрій, C                                                                         | Епоха 2, C2       | Ярус 3             | ~514            | ~521            |
| Кембрій, C                                                                         | Терреновіан, C1   | Ярус 2             | ~521            | ~529            |
| Кембрій, C                                                                         | Терреновіан, C1   | Фортунійський, C1f | ~529            | 538,8±0,2       |
| Едіакарій                                                                          | поділ відсутній   | поділ відсутній    | древніше        | древніше        |
| Підрозділи Кембрійської системи наведені згідно МКС, станом на вересень 2023 року. |                   |                    |                 |                 |
| п о р                                                                              |                   |                    |                 |                 |

## Палеогеографія
Карта світу в кембрійський час дуже відрізнялася від теперішньої. Поперек екватора розкинувся величезний материк Гондвана, що містив у собі частини сучасних Африки, Південної Америки, Південної Європи, Близького Сходу, Індії, Австралії й Антарктиди. Крім Гондвани, на земній кулі було ще чотири материки, що розташувалися на місці нинішніх Європи, Сибіру, Китаю і Північної Америки (але в сукупності з північно-західною Британією, західною Норвегією і частинами Сибіру). Північно-Американський материк того часу відомий під назвою Лаврентія.
Концентрація вуглекислого газу (CO2) в атмосфері була у 15 разів вища (6000 ppmv) за сучасну (400 ppmv).

## Органічний світ
Численні викопні рештки організмів. Бурхливий розвиток різноманітних форм життя, утворюється більшість таксонів сучасних тварин — Кембрійський Вибух. Зникає едіакарська біота у дуже швидкому відрізку часу (менше ніж 1 тисяча років) з'являються перші базальні хордові, поруч з рядом вимерлих пізніше еволюційних гілок. Вибуховий розквіт рифоутворюючих археоциат (Archaeocyatha) й пізніший колапс родини. Широко поширені трилобіти (Trilobites), приапуліди (Priapulida), губки (Porifera), брахіоподи (Brachiopod) та інші тварини. Аномалокариси (Anomalocarida) головні хижаки в ранньокембрійських морях. З'являються сучасні форми водоростей (Algae), грибів (Fungi), форамініфер (Foraminifera).
Початок цьому періодові поклав разючої сили еволюційний вибух, в ході якого на Землі з'явилися представники більшості основних груп тварин, відомих сучасній науці. Межа між докембрієм і кембрієм проходить по гірських породах, в яких раптово з'являється розмаїття скам'янілостей тварин з мінеральними кістяками — результат «кембрійського вибуху» життєвих форм.
На початку кембрійського періоду виникли організми, які мали мінеральний скелет («Скелетна Революція»). З'явилися практично всі типи тварин, відомі тепер, за винятком мохуваток та коловерток. Довгий час «вибухова» поява життя в кембрійському періоді ставила дослідників у глухий кут. Відносно недавно була відкрита так звана едіакарська фауна, а також менш відомі хайнанська фауна і фауна Доушаньто, що належать до едіакарського періоду пізнього протерозою — давніші організми без жодних скелетних утворень і тому тривалий час не виявлені палеонтологами. Вочевидь, багатоклітинне життя виникло не в кембрії, а значно раніше (приблизно початку середини Протерозою), в кембрії ж організми освоїли навички будувати мінеральні скелети, які мають набагато більше шансів скам'яніти та зберегтися в товщах порід, ніж м'які млинцеподібні тіла тварин.
Кембрій — час виникнення та розквіту трилобітів — базальний та фактично перших членистоногих. Вони являють собою стародавню групу членистоногих тварин, найближче стоять до ракоподібних. Усі відомі представники класу трилобітів були морськими тваринами, лише невеличкі групи у подальших періодах пристосувались до річкових та озерних водойм. Кембрійська біота жила здебільшого в морських басейнах. Існувала велика кількість трилобітів, гастроподів, брахіоподів, одночасно існували й тварини, яких важко віднести до якої-небудь відомої групи, для деяких навіть створили окремі, наприклад аномалокариди. Також були види, що належать до існуючих зараз типів, проте зовсім не схожих на сучасних. Рифоутворюючими організмами були археоціати, що існували в едіакарі та до пізнього кембрія, і водорості, що виділяють вапняк. Судячи з усього, в кембрії виникли перші наземні тварини — багатоклітинні, черв'яки й базальні багатоніжки. Також у цьому періоді з'явилися водорості, коралові поліпи, губки, головоногі молюски й членистоногі.

## Фауна
|  |  |  |  |  |
|  |  |  |  |  |
|  |  |  |  |  |